# 中華航空204號班機空難
中華航空204號班機為編號為B-180的波音737-209型，在1989年10月26日由花蓮機場飛往台北松山機場時，在起飛後不久因轉向錯誤（應右轉卻左轉）而導致撞山墜毀，機上54人全數罹難。

## 事故過程
1989年10月26日傍晚，中華航空公司CI204班機（機身編號B-180、機型B737-209、配備兩台普惠JT8D-9A發動機）由花蓮機場03跑道起飛，目的地為台北松山機場，起飛後因機長判斷錯誤，應右轉進入正確航線內卻錯誤的左轉，導致在19秒鐘後撞上陡峭的北加禮宛山的山腰，全機含機組人員共54人全數罹難。

## 後續處理及影響
中華航空當時以極高的400萬元賠償金，與罹難者家屬達成和解。但家屬仍悲痛萬分，憤而轉向民航局丟擲雞蛋並控訴花蓮進場台管制員「業務過失致人於死」。承辦檢察官曾詢問「如果B-737錯誤左轉後，可否因管制員提醒而避免撞山意外？」

## 航線模擬
時任標準副長梁龍與科長李萬里特別駕駛編號B-135 King Air 350查核機隨機搭載組員江天錚模擬當時華航CI204航班的航線。由花蓮機場03跑道起飛後左轉模擬當時離場標準爬升率及轉彎角度；根據作者表示（江天錚先生口述），當時江天錚先生坐在駕駛座後方，只見左轉之後駕駛艙看出去是一片綠色樹林並且越來越清楚，後來是查核機立即壓大坡度飛向海面。事後根據李科長表示：如果按照標準程序左轉，必然撞山無疑；所幸查核機機小靈活，增加坡度便可脫離山壁。

## 結論
以江天錚教官豐富的飛航管制員及在民航局擔任主任及組長的資歷評述回憶該事件，他客觀認為以當時1989年的「機場進場台」所裝設的雷達裝置根本無法監控跑道附近的目標，值班管制員無法、也不可能馬上察覺航空器的轉向錯誤，當然無法及時在無線電中警告駕駛員。而承辦檢察官根據以上飛行模擬及相關專業航管人員陳述之後表示『縱使管制員能提醒駕駛員，也不可避免撞山的結果。』因而是否提醒未予列入過失之刑責考量。

## 來源
- airfleets.net （页面存档备份，存于）